# Estenià
Estenià (del grec stenos, 'estret') és l'últim període geològic de l'era Mesoproterozoica, i durà entre fa 1.200 i 1.000 milions d'anys. Aquestes dates no tenen una base estratigràfica sinó cronològica. El nom deriva de l'ètim grec stenós ('estret') i ve donat pels cinturons de roca metamòrfica que es formaren durant aquest període.
El supercontinent Rodínia es formà durant l'Estenià.